# A Palo Seko
A Palo Seko es un grupo de música hardcore punk originario de Alcalá de Henares, España.
Se dieron a conocer al ganar un concurso municipal de Alcalá de Henares el año 1986. Parte de la atención que han recibido de los medios ha sido por transgredir todo tipo de límites, como defecar en el escenario, incluso apareciendo desnudos en la revista Interviú.
En 1995 recibieron un premio como Grupo revelación, y nuevamente se hicieron un hueco en la prensa, por su apoyo a los "insumisos" y por cortar el tráfico frente al edificio de los juzgados de Madrid.
Tienen en el mercado 12 trabajos; uno de ellos un doble disco: si no te gusta lo ke hacemos… jódete (directo) y haberlo hecho tú (tributo a A PALO SEKO con aportaciones de 30 grupos de Venezuela, Italia, Argentina, Cuba y España como Mago de Oz, Mojinos Escozíos, A.N.I.M.A.L., Natas, Barricada, Commando 9mm, Evaristo de La Polla Records y Gatillazo, etc). Otro de los discos, La paja en el ojo ajeno es un recopilatorio publicado en 2001 y en cuya portada aparece Martínez el Facha, conocido personaje de cómic de la revista El Jueves.
El sábado 16 de enero de 2010, realizaron 6 conciertos gratis en una misma noche, en Alcalá de Henares y en 6 salas diferentes[Tic-Tac; Kajuna; Rock/Night; Imsomnio; Gotham y Rockala (el antiguo bar Rock/On)]. Esta actuación múltiple sirvió de presentación del álbum El Disko Rojo en su ciudad, y fue certificada como récord Guiness de máximas actuaciones musicales en un solo día.
El grupo paró en 2018 por razones personales de Mimi.
En 2023 ha habido un "rejuntamiento" con antiguos miembros Moncho, el Txugo vuelven a las guitarras, Felipe a la voz y se mantiene Mimi (fundador del grupo en 1986).
Dan un único concierto realmente mini concierto en Alcalá, por el aniversario de C.S. 13 rosas. 
De momento se juntan solo para ensayar y pasárselo bien.

## Discografía
- Kaña burra del Henares (1994)
- …y no pasa nada (1995)
- Pp Pinocho (1996)
- No todo el monte es orégano (1998)
- ¿Dónde está Wally? (1999)
- Por fin al fin el fin (2000)
- La paja en el ojo ajeno (2001)
- Lamekulos Sin Fronteras (2003)
- Si no te gusta lo ke hacemos… Jódete (2005) (2 CD)
  - CD 1 Jódete
  - CD 2 Haberlo hecho tú
- Live After Dis… co Homenaje (2007)
- El disko rojo (2010)
- Kañaversario (2013)

## Componentes a partir de 2023
- Voz: Felipe
- Bajo/Guitarra: Moncho
- Guitarra: Txugo
- Batería: Mimi

## Exmiembros
- koke: bajo (1986-2023)
- Abel: guitarra (2016-2018)
- Pelos: guitarra (2008-2018) y voz (2012-2018)
- Richi: guitarra (2007-2016)
- J.R.: voz (1991-2012)
- Txungo: guitarra (1993-2007) y (2023-....)
- Jesús «no cristo»: guitarra (2001-2006)
- Moncho: guitarra (1991-2001) y guitarra/bajo (2023-....)
- Coco: guitarra (1988-1991)
- Felipe: voz (1987-1991) y (2023-....)
- Miguelitros: guitarra (1986-1991)
- Peque: voz (1986-1987)